# مايك غودسن
مايك غودسن (بالإنجليزية: Mike Goodson)‏ هو لاعب كرة قدم أمريكية أمريكي، ولد في 23 مايو 1987 في نيوجيرسي في الولايات المتحدة.

## وصلات خارجية
- مايك غودسن على موقع مرجع كرة القدم المحترفة.كوم (الإنجليزية)